# Міщенко Володимир Семенович
Володимир Семенович Міщенко (1909, місто Миколаїв, тепер Миколаївської області — ?) — український радянський діяч, секретар Станіславського обласного комітету КП(б)У.

## Біографія
Народився в родині робітника. Батько загинув у 1916 році на фронтах Першої світової війни.
З 1920 року Володимир Міщенко наймитував у заможних селян. З 1924 року працював робітником на фабриці, вступив до комсомолу.
З 1927 року — на керівній профспілковій та комсомольській роботі в Миколаєвському морському порту. Член ВКП(б).
З 1933 по 1935 рік — в політичному відділі Аджамської машинно-тракторної станції на Кіровоградщині. Потім — 1-й секретар Добровеличківського районного комітету ЛКСМУ Одеської області; завідувач сектора ЦК ЛКСМУ.
У 1938 році — 1-й секретар Чемеровецького районного комітету КП(б)У Кам'янець-Подільської області. З 1938 до 1939 року — 2-й секретар Кам'янець-Подільського міського комітету КП(б)У. 
З вересня 1939 року — в Тимчасовому управлінні міста Станіслава.
27 листопада 1939 — липень 1941 року — секретар Станіславського обласного комітету КП(б)У із кадрів.
Подальша доля невідома.